# اکسان اگو
اَکسان اِگو (از فرانسوی: accent aigu‎) یک علامت حرکت‌گذاری به شکل ◌́ است که در برخی از زبان‌ها بر بالای حروف الفبای لاتین، سیریلیک و یونانی می‌نشیند. این نماد در بسیاری از زبان‌ها نشان‌دهندهٔ تکیه است.

## کاربردها
- در زبان کاتالان اکسان اگو بر روی حروف é, í, ó, ú می‌نشیند و نشان‌دهندهٔ تکیه است. در این زبان é صدای [e] و è صدای [ɛ] می‌دهد. همچنین ó صدای [o] و ò صدای [ɔ] را می‌رساند.
- در زبان اکسیتان این اکسان بر روی حروف á, é, í, ó, ú می‌نشیند و نشان‌دهندهٔ تکیه است.
- در زبان فرانسوی اکسان اگو تنها بر روی e و به صورت é می‌نشیند. در این زبان اکسان اگو در مقابل اکسان گراو است. این اکسان بر خلاف بیشتر زبان‌های رومی‌تبار، در فرانسوی نشان‌دهندهٔ تکیه نیست. در این زبان ‎é صدای ‎[e]‏، è صدای ‎[ɛ]‏، ‎ê صدای ‎[ɛ]‎ و e صدای [ə] را می‌رساند.
- در لاتین کلاسیک، اکسان اگو نشان‌دهندهٔ واکهٔ بلند است.
- در زبان چکی á, é, í, ó, ú, ý صورت بلند a, e, i, o, u, y می‌باشند.
- در زبان‌های ایرلندی و مجاری، á, é, í, ó, ú صورت کشیدهٔ a, e, i, o, uاند.
- در زبان نروژی باستان، á, é, í, ó, ú, ý صورت‌های بلند a, e, i, o, u, y هستند. گاه در این زبان ǿ نشان‌دهندهٔ حالت کشیدهٔ øست.
- میان سده‌های هژدهم تا آغاز سدهٔ بیستم، در نویسه‌گردانی زبان‌های فارسی و عربی به لاتین از á, í, ú در جایگاه واکه‌های کشیده استفاده‌می‌شد.
- در زبان لیگوری-رومی، é نشان‌دهندهٔ [e] و ó مشخص‌کنندهٔ صدای [u] است.
- در زبان صربی کرواتی، ć نشان‌دهندهٔ صدای ت کامی است.
- در زبان دانمارکی برای تفکیک میان دو واژهٔ هم‌نگاره از این اکسان بهره می‌برند. برای نمونه fór به معنای رفت و for به معنای چهار.
- در زبان روسی از این اکسان برای نشان‌داده سیلاب تکیه‌دار استفاده‌می‌شود.
- در نویسه‌گردانی زبان پشتو، Ǵǵ نشان‌دهندهٔ ږ و Źź نمایندهٔ ځ است.